# Caroline de Nassau-Saarbrücken
Contesa Caroline de Nassau-Saarbrücken (12 august 1704 – 25 martie 1774) a fost contesă palatină de Zweibrücken prin căsătorie.

## Biografie
Ea a fost fiica contelui Ludwig Kraft de Nassau-Saarbrücken (d. 1713) și a contesei Philippine Henriette de Hohenlohe (1679–1751).
La 21 septembrie 1719, la vârsta de 15 ani, la Schloss Lorentzen, ea s-a căsătorit cu Christian al III-lea, Conte Palatin de Zweibrücken care avea 44 de ani. Cuplul a avut patru copii:
- Caroline de Zweibrücken (9 martie 1721 - 30 martie 1774); s-a căsătorit în 1741 cu Ludovic al IX-lea, Landgraf de Hesse-Darmstadt, au avut copii
- Christian al IV-lea (6 septembrie 1722 - 5 noiembrie 1775); s-a căsătorit morganatic în 1751 cu Maria Johanna Camasse, au avut copii
- Friedrich Michael de Zweibrücken (27 februarie 1724 - 15 august 1767); s-a căsătorit în 1746 cu contesa palatină Maria Franziska de Sulzbach, au avut copii
- Christiane Henriette de Zweibrücken (16 noiembrie 1725 - 11 februarie 1816); s-a căsătorit în 1741 cu Karl August, Prinț de Waldeck și Pyrmont, au avut copii

Când Christian al III-lea a murit în 1735, Caroline a preluat regența timp de cinci ani, cu acordul împăratului Carol al VI-lea, până când fiul ei cel mare a devenit major.
Din 1744 până în 1774 ea a locuit la castelul Bergzabern. A murit la 25 martie 1774 la Darmstadt la vârsta de 69 de ani. La cinci zile după decesul ei a murit și fiica ei cea mare, Caroline.